# Dikbekwever
De dikbekwever (Amblyospiza albifrons) is een zangvogel uit de familie Ploceidae (wevers en verwanten).

## Verspreiding en leefgebied
Deze soort telt 10 oondersoorten:
- A. a. capitalba: van Senegal tot zuidwestelijk Nigeria.
- A. a. saturata: van zuidelijk Nigeria tot noordwestelijk Congo-Kinshasa.
- A. a. melanota: van noordoostelijk Congo-Kinshasa tot Ethiopië, Oeganda en noordwestelijk Kenia.
- A. a. montana: van oostelijk Congo-Kinshasa tot centraal en zuidwestelijk Kenia, centraal Zambia, Malawi en noordwestelijk Zimbabwe.
- A. a. unicolor: zuidelijk Somalië, oostelijk Kenia en oostelijk Tanzania.
- A. a. tandae: noordwestelijk Angola en uiterst westelijk Congo-Kinshasa.
- A. a. kasaica: zuidoostelijk Congo-Kinshasa.
- A. a. maxima: zuidoostelijk Angola, noordoostelijk Namibië, westelijk Zambia, noordelijk Botswana, uiterst noordwestelijk Zimbabwe.
- A. a. woltersi: oostelijk Zimbabwe, zuidelijk Mozambique, noordoostelijk en oostelijk Zuid-Afrika.
- A. a. albifrons: zuidoostelijk Zuid-Afrika.